# Joachim Lafosse
Joachim Lafosse (ur. 18 stycznia 1975 w Uccle) – belgijski reżyser i scenarzysta filmowy. W swojej twórczości zwykle koncentruje się na przedstawianiu zawiłości życia rodzinnego. 

## Życiorys
W latach 1997–2001 studiował reżyserię na uczelni IAD (Institut des arts de diffusion) w Louvain-la-Neuve. Jego krótkometrażowy film dyplomowy, Tribu (2001), zdobył nagrody na MFF w Namur i Vendôme. W pełnometrażowej fabule zadebiutował filmem Prywatne szaleństwo (2004).
Uwagę międzynarodową zwrócił na siebie portretem rozpadającej się rodziny w dramacie Własność prywatna (2006). Obraz startował w konkursie głównym na 63. MFF w Wenecji, a główne role zagrali w nim Isabelle Huppert oraz bracia Jérémie i Yannick Renier.
Kolejnym sukcesem okazał się dramat obyczajowy Nasze dzieci (2012), zaprezentowany premierowo w sekcji "Un Certain Regard" na 65. MFF w Cannes, gdzie wyróżniono kreację Émilie Dequenne. Film zdobył również m.in. Nagrodę Magritte'a dla najlepszego belgijskiego filmu roku. 
Biali rycerze (2015) poświęceni byli tematowi pośpiesznej relokacji wojennych sierot z Afryki do francuskich rodzin adopcyjnych. Obraz przyniósł Lafosse'owi Srebrną Muszlę za najlepszą reżyserię na MFF w San Sebastián. Niespokojni (2021), opowieść o radzeniu sobie z chorobą dwubiegunową, trafili do sekcji konkursowej na 74. MFF w Cannes.
Lafosse zasiadał w jury sekcji "Un Certain Regard" na 70. MFF w Cannes (2017).